# DDX17
La helicasa de ARN DDX17 dependiente de ATP (DDX17) es una enzima codificada en humanos por el gen DDX17.
Las proteínas que poseen cajas DEAD, caracterizadas por presentar el motivo conservado Asp-Glu-Ala-Asp (DEAD), son posibles helicasas de ARN. Están implicadas en cierto número de procesos celulares implicados en la alteración de la estructura secundaria del ARN, como es el inicio de la traducción, el splicing alternativo nuclear y mitocondrial y el ensamblaje del ribosoma y del espliceosoma. Basado en los perfiles de distribución, algunos miembros de esta familia parecen estar implicados en procesos de embriogénesis, espermatogénesis, proliferación celular y división celular. Este gen codifica una proteína con una caja DEAD, que es una ATPasa activada por diversas especies de ARN, pero no por ADN de doble hebra. Esta proteína y la codificada por el gen DDX5 están más estrechamente relacionadas entre sí que cualquier otro miembro de la familia con cajas DEAD. Se han descrito dos variantes transcripcionales de este gen, que codifican diferentes isoformas de la proteína, siendo el transcrito más largo uno que inicia la traducción en un codón de iniciación no-AUG, sino CUG.

## Interacciones
La proteína DDX17 ha demostrado ser capaz de interaccionar con:
- HDAC1[3]
- NCOA1[4]
- NCOA3[4]
- Receptor de estrógeno alfa[4]
- NCOA2[4]
- SRA1[4]